# Gotur, Hukeri
Gotur là một làng thuộc tehsil Hukeri, huyện Belgaum, bang Karnataka, Ấn Độ.